# Фукумото Йохеї
Йохеї Фукумото (яп. 福元 洋平, нар. 12 квітня 1987, Ойта) — японський футболіст, захисник клубу «Ренофа Ямагуті».
Виступав, зокрема, за клуб «Токусіма Вортіс», а також молодіжну збірну Японії.

## Клубна кар'єра
Народився 12 квітня 1987 року в місті Ойта. Вихованець футбольної школи клубу «Ойта Трініта». Дорослу футбольну кар'єру розпочав 2005 року в основній команді того ж клубу, в якій провів три сезони, взявши участь у 32 матчах чемпіонату. 
Згодом з 2008 по 2011 рік грав у складі команд клубів «Гамба Осака» та «ДЖЕФ Юнайтед».
Своєю грою за останню команду привернув увагу представників тренерського штабу клубу «Токусіма Вортіс», до складу якого приєднався 2012 року. Відіграв за команду з Токусіми наступні п'ять сезонів своєї ігрової кар'єри. Більшість часу, проведеного у складі «Токусіма Вортіс», був основним гравцем захисту команди.
До складу клубу «Ренофа Ямагуті» приєднався 2017 року. Станом на 7 січня 2018 року відіграв за команду з Ямагуті 22 матчі в національному чемпіонаті.

## Виступи за збірну
Протягом 2005–2007 років залучався до складу молодіжної збірної Японії. У її складі був учасником молодіжного чемпіонату світу 2007 року. На молодіжному рівні зіграв у 4 офіційних матчах.

## Титули і досягнення
- Володар Кубка Імператора Японії 1):

«Ґамба Осака»: 2008
- Переможець Ліги чемпіонів АФК (1):

«Ґамба Осака»: 2008
- Переможець Пантихоокеанського чемпіонату (1):

«Ґамба Осака»: 2008